# Priwolschskaja schelesnaja doroga

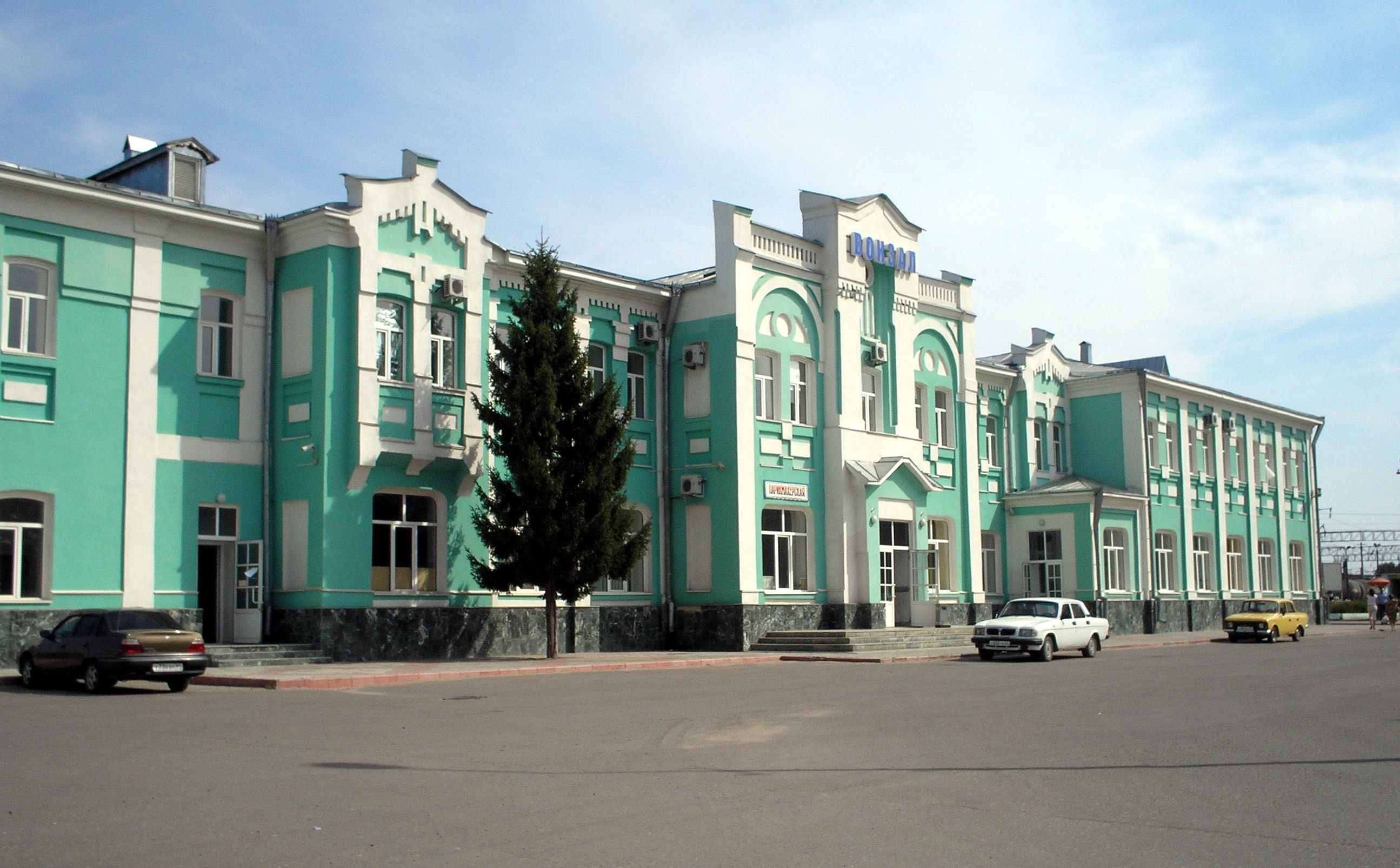
Der Hauptbahnhof von Atkarsk

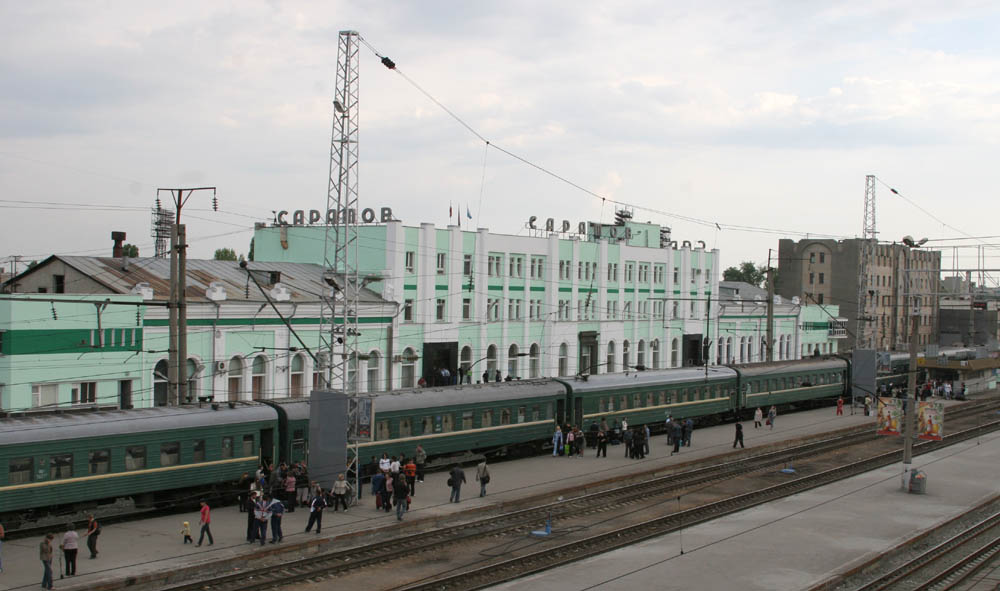
Der Hauptbahnhof von Saratow

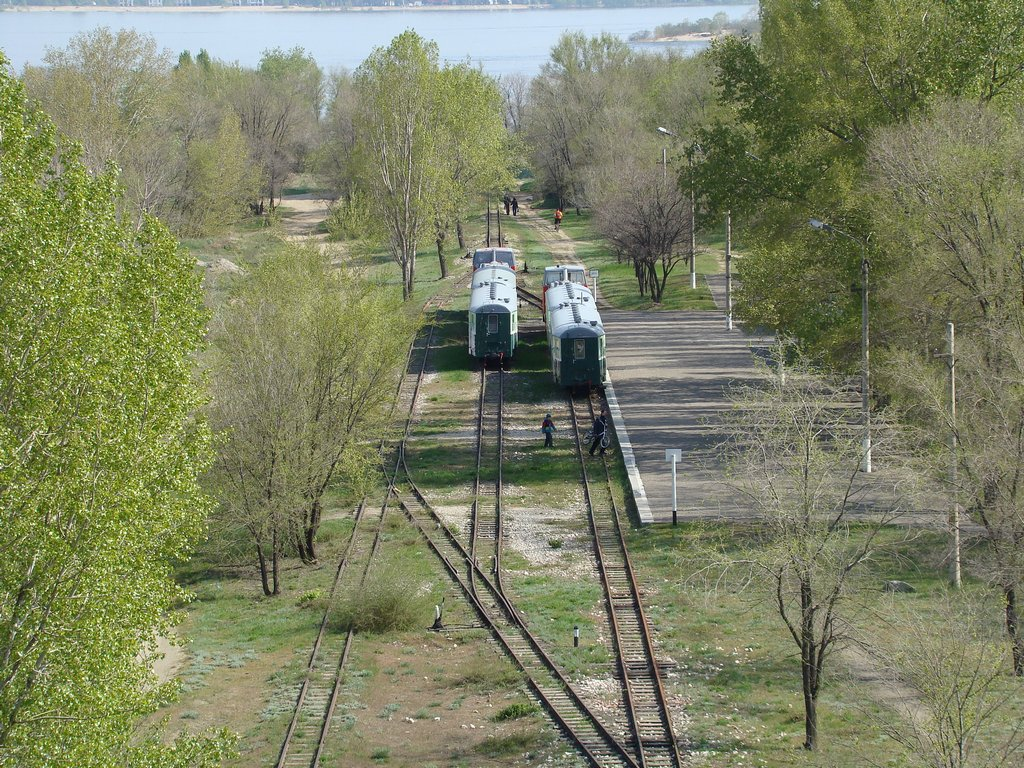
Parkeisenbahn („Kindereisenbahn“) in Wolgograd

Die Wolga-Eisenbahn (russisch Приво́лжская желе́зная доро́га / Priwolschskaja schelesnaja doroga) ist eine selbständige Regionaldirektion der Russischen Staatsbahnen (RŽD) mit Sitz in Saratow.

## Allgemeines
Die Wolga-Eisenbahn stellt eine der auch Filialen genannten 17 Regionaldirektionen der Russischen Eisenbahnen dar. Das in russischer Breitspur mit 1524 mm Spurweite ausgeführte Streckennetz deckt im Wesentlichen die Oblaste Saratow, Wolgograd und Astrachan an der unteren Wolga ab, wobei ein kleiner Teil der Strecken auch bis in die Oblaste Rostow und Samara sowie nach Kasachstan reicht. Innerhalb Russlands bestehen direkte Anschlüsse an die Netze der Regionaldirektionen Südost, Nordkaukasus, Kuibyschew und Südural.
Die Direktion besteht aus vier Abteilungen, zu denen neben den Regionalverwaltungen Saratow, Wolgograd und Astrachan auch eine Parkeisenbahn in Wolgograd (russ. Волгоградская детская железная дорога) gehört.
Mit dem Stand von 2008 war das Streckennetz der Wolga-Eisenbahn 4237 Kilometer lang. Das jährliche Fahrgastaufkommen betrug rund 11 Millionen im Fern- und 13,7 Millionen im Nahverkehr; außerdem wurden im gleichen Zeitraum 39,63 Mio. Tonnen Güter befördert.

## Geschichte
Die Entstehung des heutigen Streckennetzes der Wolga-Eisenbahn begann mit der Inbetriebnahme der Eisenbahn von Saratow nach Atkarsk im Juli 1871, die von der neu gegründeten Aktiengesellschaft der Rjasan-Ural-Eisenbahn (Рязано-Уральская железная дорога) finanziert und betrieben wurde. Ende des 19. Jahrhunderts gehörte diese Bahngesellschaft bereits zu den größten des Russischen Reiches und verfügte über Strecken in insgesamt zwölf Gouvernements des europäischen Teils Russlands, die unter anderem Moskau mit Astrachan verbanden.
Nach der Oktoberrevolution 1917 wurde die Gesellschaft verstaatlicht und 1930 unter den Direktionen Moskau-Kursk (Московско-Курская железная дорога) und Moskau-Kasan (Московско-Казанская железная дорога) aufgeteilt. In den 1930er-Jahren wurde das Streckennetz im Wolga-Unterlauf besonders intensiv ausgebaut, sodass das dortige Verkehrsaufkommen Anfang der 1940er-Jahre den entsprechenden Wert von 1913 um das Vierfache überstieg. In den Jahren des Zweiten Weltkriegs wies die Wolga-Eisenbahn eine hohe strategische Bedeutung für die Rote Armee insbesondere während der Schlacht von Stalingrad auf.
1953 wurde die Wolga-Eisenbahn in ihrer heutigen Struktur durch einen Zusammenschluss der vormaligen Rjasan-Ural-Eisenbahn mit der Stalingrader Regionaldirektion gebildet. Seit 2003 hat die Wolga-Eisenbahn den Status einer Filiale der Aktiengesellschaft RŽD.